# Castillo de Mértola
El castillo de Mértola (en portugués: castelo de Mértola) es un castillo medieval bien conservado situado en la parroquia y el municipio civil de Mértola, en el distrito portugués de Beja.

## Historia

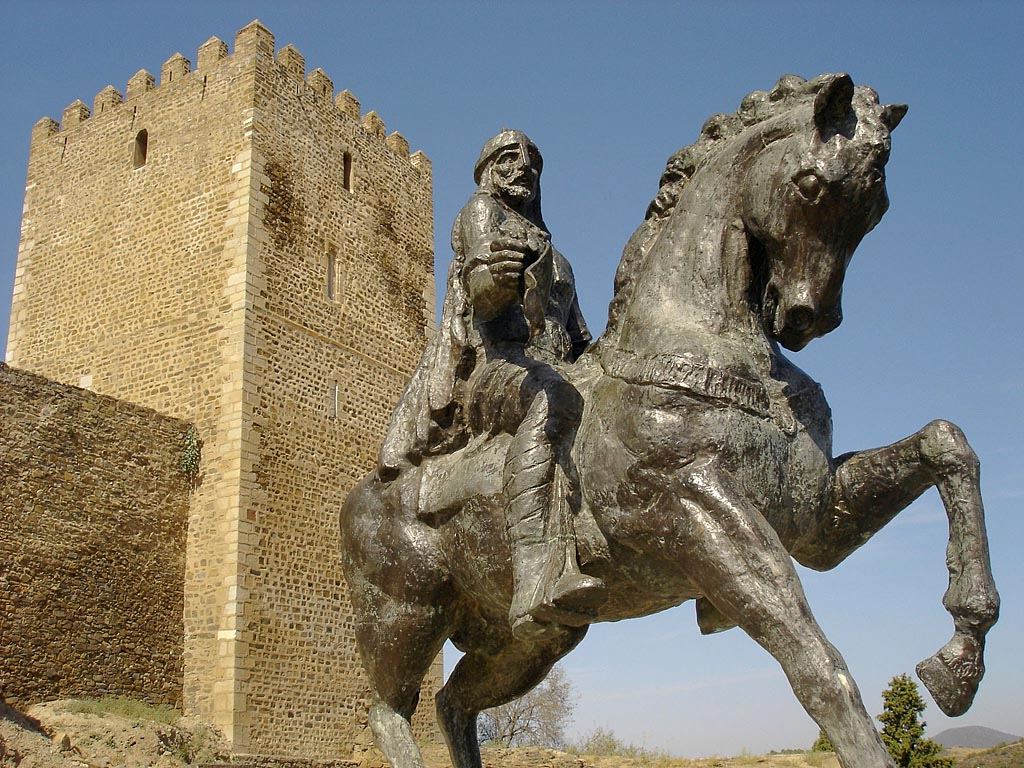
Una vista del castillo y la escultura de Abu-l-Qasim Ahmad ibn al-Husayn ibn Qasi, aliado de Afonso Henriques

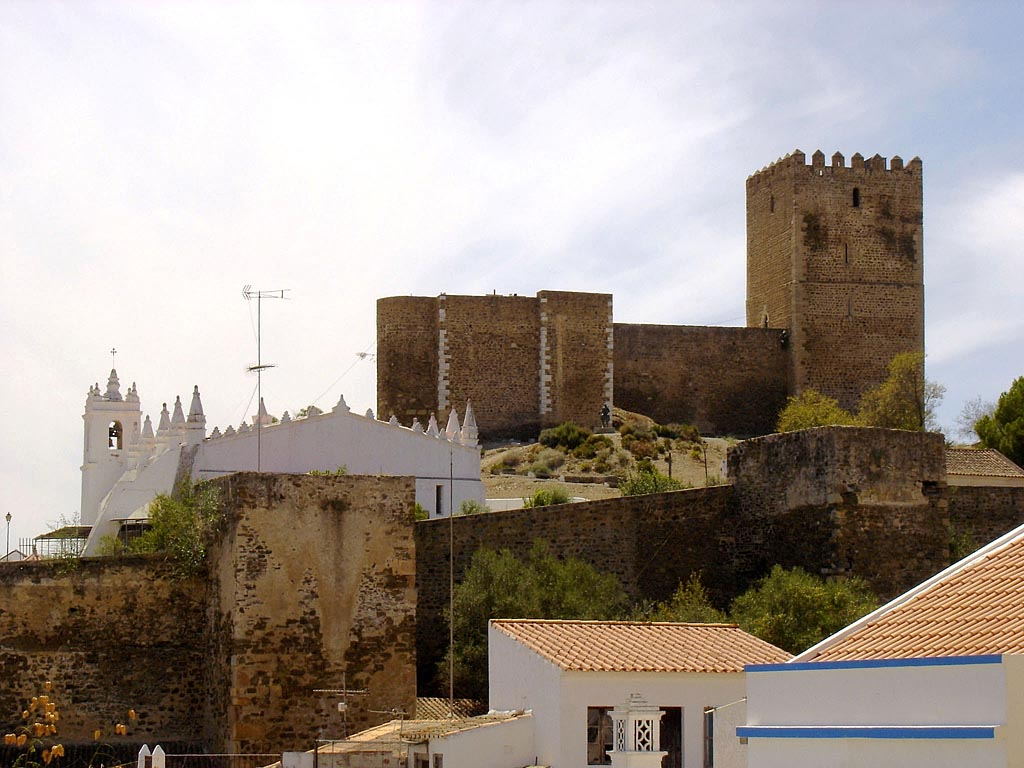
Castillo de Mértola: vista general; a la izquierda la iglesia madre, mezquita de la ciudad vieja

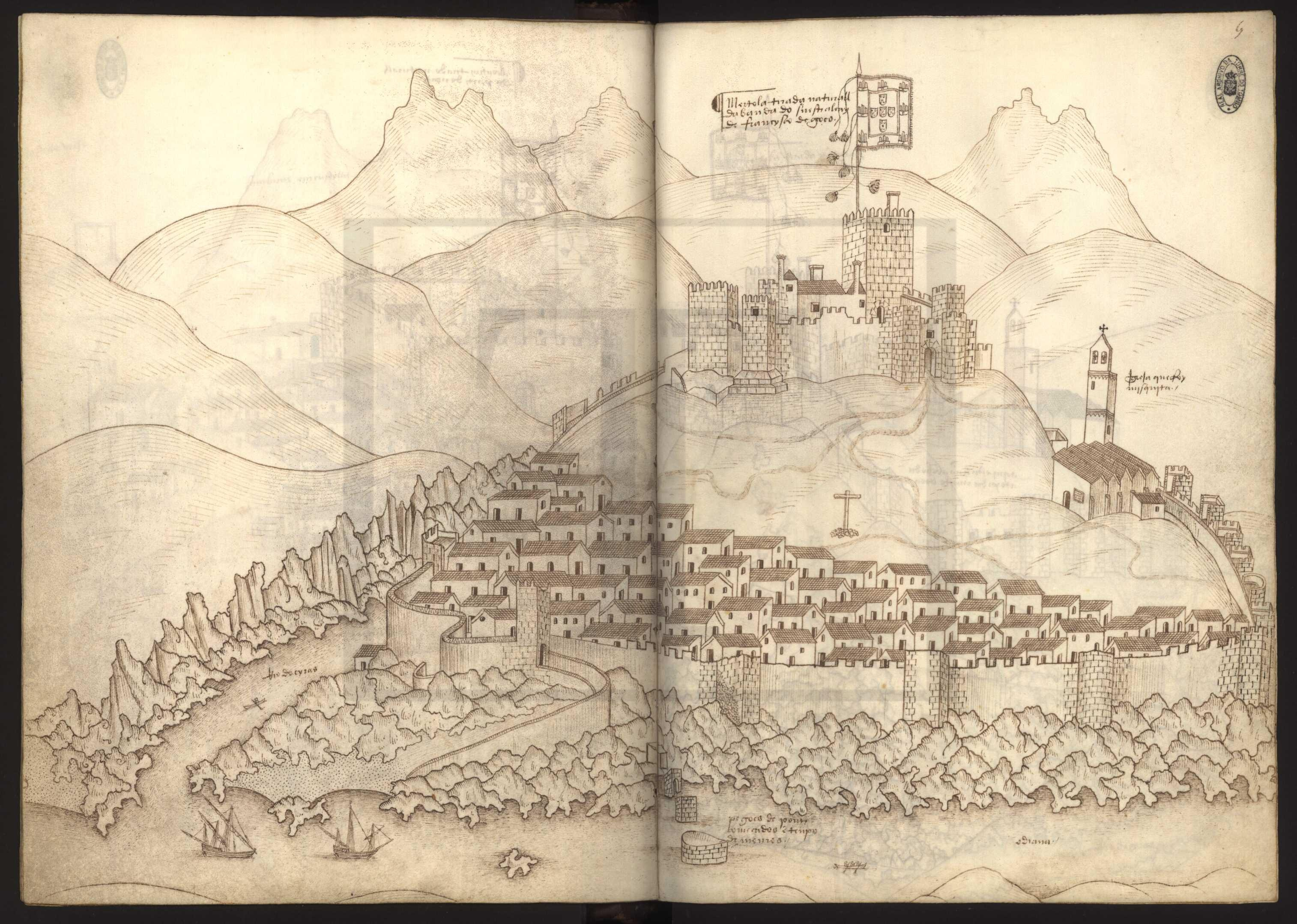
Un dibujo del castillo del Libro de las Fortalezas de Duarte das Armas

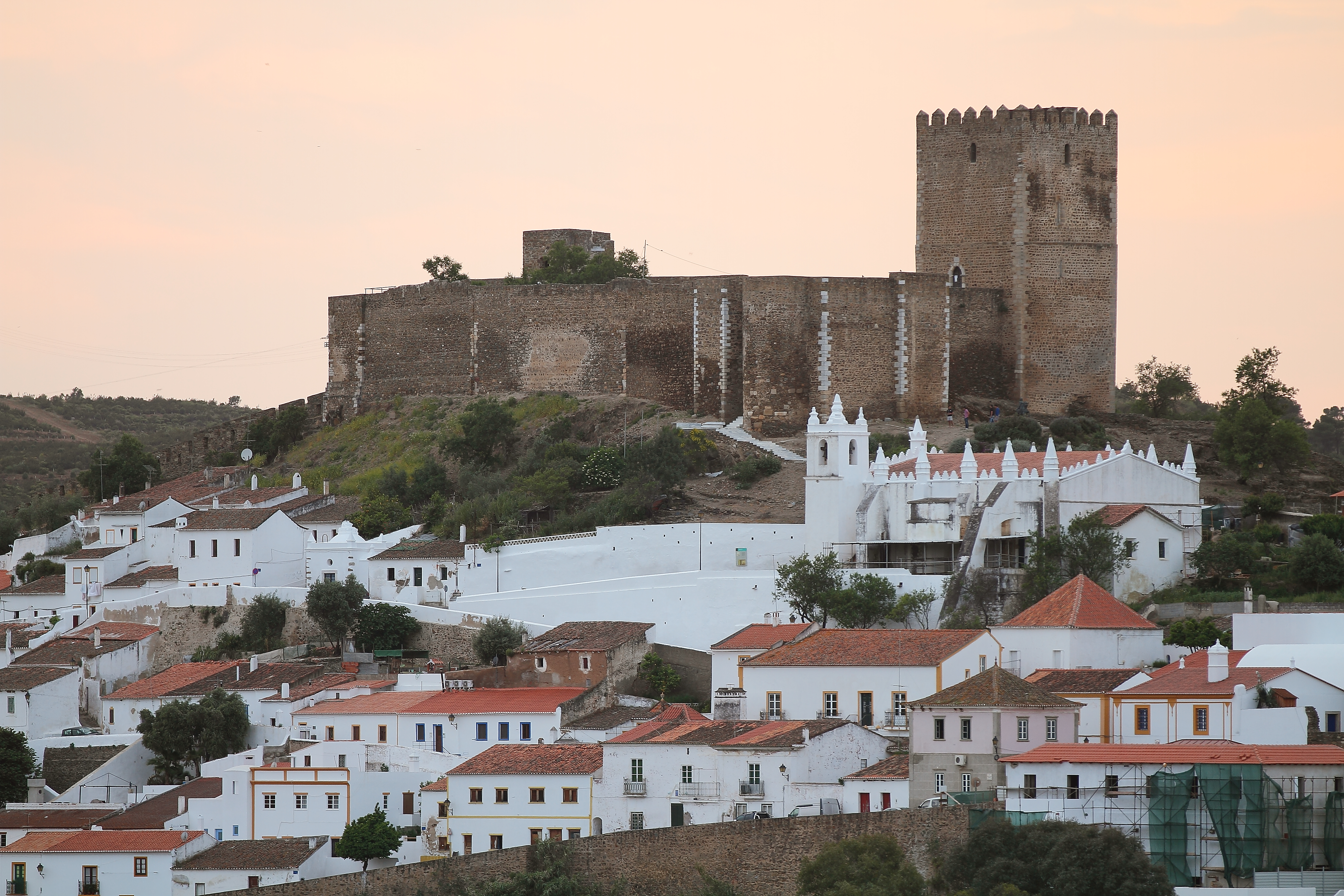
El castillo y los edificios circundantes a finales del.

En el año 318 a. C., durante la secuencia de la invasión y saqueo de Tiro, por Alejandro Magno, los fenicios fundaron la Mirtilis o Nueva Tiro. La región se convirtió en un importante centro de comercio frecuentado por  fenicios y  cartagineses, gracias a la abundancia de rutas fluviales y terrestres que la conectaban con la parte sur de la península. Antes de la invasión de la península ibérica, tuvo importancia comercial entre estas civilizaciones.
Durante la época romana, el asentamiento se desarrolló, convirtiéndose en el centro de la extracción de minerales y de la agricultura en la región del Bajo Alentejo. Mértola estaba rodeada por un sistema de murallas paralelas a las actuales, pero mucho más grandiosas. La carretera de Beja cruzaba las murallas por el norte y en el año 44 a. C. Julio César había rebautizado la ciudad con el nombre de Myrtilis Julia. La primera referencia histórica de este asentamiento se encuentra en las crónicas del obispo suabo, Idácio, que narró un episodio que data del año 440 d.C., y dedujo la existencia de este lugar fortificado ocupado por suevos y  visigodos.
Fue destruido y saqueado por hordas de bárbaros, luego omeyas musulmanes, que reconstruyeron el centro para sus propias necesidades, donde el nombre de Myrtilis fue acortado a Martula. Ibn Qasi fue gobernador de la Taifa de Mértola es probable que durante su gobierno (1144-1151) se realizaran obras defensivas en el castillo.
A mediados del siglo XII, se construyó el ribat sobre la torre sur del calabozo.[ En el último tercio del siglo XII, durante la dinastía almohade, se reparó el sitio y se construyeron las murallas para rodear el asentamiento. Durante ese tiempo, se construyó o reconstruyó el conjunto de edificios del castillo, entre los que se encuentra la torre semicilíndrica. En 1171, Abu Háfece, hermano del Emir, ordenó la reparación y mejoras de la torre de la fortaleza.
En 1238, en el contexto de la Reconquista, Mértola fue conquistada por Sancho II de Portugal, poniendo fin a siglos de reinado islámico.
Entre 1240/1245 y 1316, el asentamiento se convirtió en la sede de la Orden Militar de Santiago. En 1254, D. Paio Peres Correia expidió la primera carta foral de las regiones. El maestro de la Orden, João Fernandes (de la inscripción sobre la entrada) que ordenó la construcción de la torre del homenaje en 1292.
En la última década del siglo XIII, o principios del XIV, se reconstruyeron las mazmorras, aprovechando la antigua puerta y torre de Carocha. Esta obra se completó en 1373, con mejoras en las mazmorras y muros.
Tras la firma del Tratado de Monçao en 1386, los territorios militares de Mértola, Noudar, Castelo Mendo y Castelo Melhor volvieron a las posesiones de la Corona portuguesa, a cambio de Olivença y Tui. Esto dio lugar a nuevas mejoras en 1404 en las fortificaciones.
A finales del siglo XV se construyó la residencia del alcalde, adosada a la Torre del homenaje, lo que provocó gran parte de la demolición de las almenas del noroeste. Sin embargo, las obras persistieron en mejorar las mazmorras y los muros, aunque en menor medida. El 25 de febrero de 1510, Nuno Velho escribió al Rey sobre el estado de las fortificaciones. En 1512, el Rey D. Manuel emitió un real foral, y el castillo fue registrado por Duarte de Armas (Libro de las Fortalezas en 1509). El 15 de octubre de 1513, se registra una carta real para pagar a Francisco de Anzinho 94 260 reis por el suministro de cal para las obras del castillo.
Hasta el siglo XVIII, el castillo de Mértola siguió funcionando como parte de la primera línea defensiva a lo largo de la frontera con España, pero empezó a disminuir su importancia militar-estratégica con el tiempo, antes de ser finalmente abandonado. Aunque importante en el sur de Portugal, el pueblo y el castillo perdieron la mayor parte de su importancia durante la época de las expediciones marítimas y la colonización portuguesas. El declive de la mayoría de los sitios se reflejó en el descuido general y la falta de conservación, tanto que para 1758, el lugar estaba en estado de semi-arruina y sin guarnición.
Entre los siglos XIX y XX, la economía de Mértola dependía de la explotación de las minas de Santo Domingo, un importante centro de extracción de pirita cúprica.
El 18 de agosto de 1943, por decreto 32/973 (Diário do Governo, Série 1, 175), el sitio patrimonial fue clasificado como Imóvel de Interés Público. El 2 de febrero de 1969, un terremoto causó daños en la antigua fortaleza.
En 1992 la propiedad pasó a ser administrada por el Instituto Portugués del Patrimonio Arquitectónico, en virtud del decreto ley 106F/92 (Diário da República, Série 1A, 126). En el siglo XX se inició un proyecto de revitalización que transformó el sitio en un museo de pueblo con diferentes áreas especializadas en diferentes ámbitos relacionados con la historia del castillo: la torre del homenaje se transformó en un mirador, así como en un centro de interpretación que presenta colecciones romanas, visigodas, cristianas e islámicas que incluyen una de las mejores colecciones de arte islámico portugués (como cerámica, monedas y joyas).
El 1 de junio de 1992, la propiedad pasó a ser administrada por el Instituto Portugués del Patrimonio Arquitectónico, en virtud del decreto ley 106F/92 (Diário da República, Série 1A, 126). En el siglo XX se inició un proyecto de revitalización que transformó el sitio en un museo de pueblo con diferentes áreas especializadas en diferentes ámbitos relacionados con la historia del castillo: la torre del homenaje se transformó en un mirador, así como en un centro de interpretación que presenta colecciones romanas, visigodas, cristianas e islámicas que incluyen una de las mejores colecciones de arte islámico portugués (como cerámica, monedas y joyas).

## Arquitectura

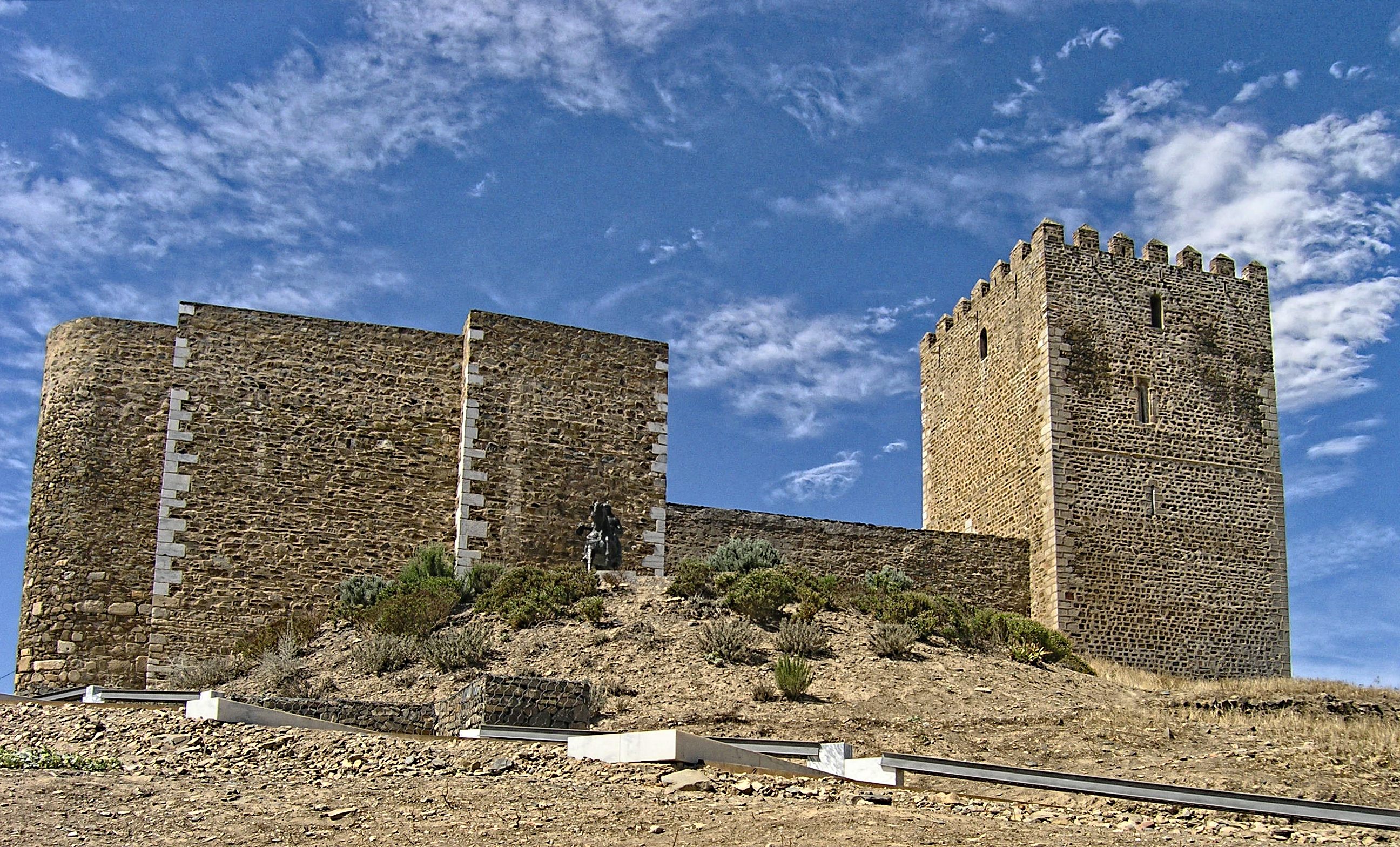
Acceso principal y los muros, con la torre del homenaje a la derecha

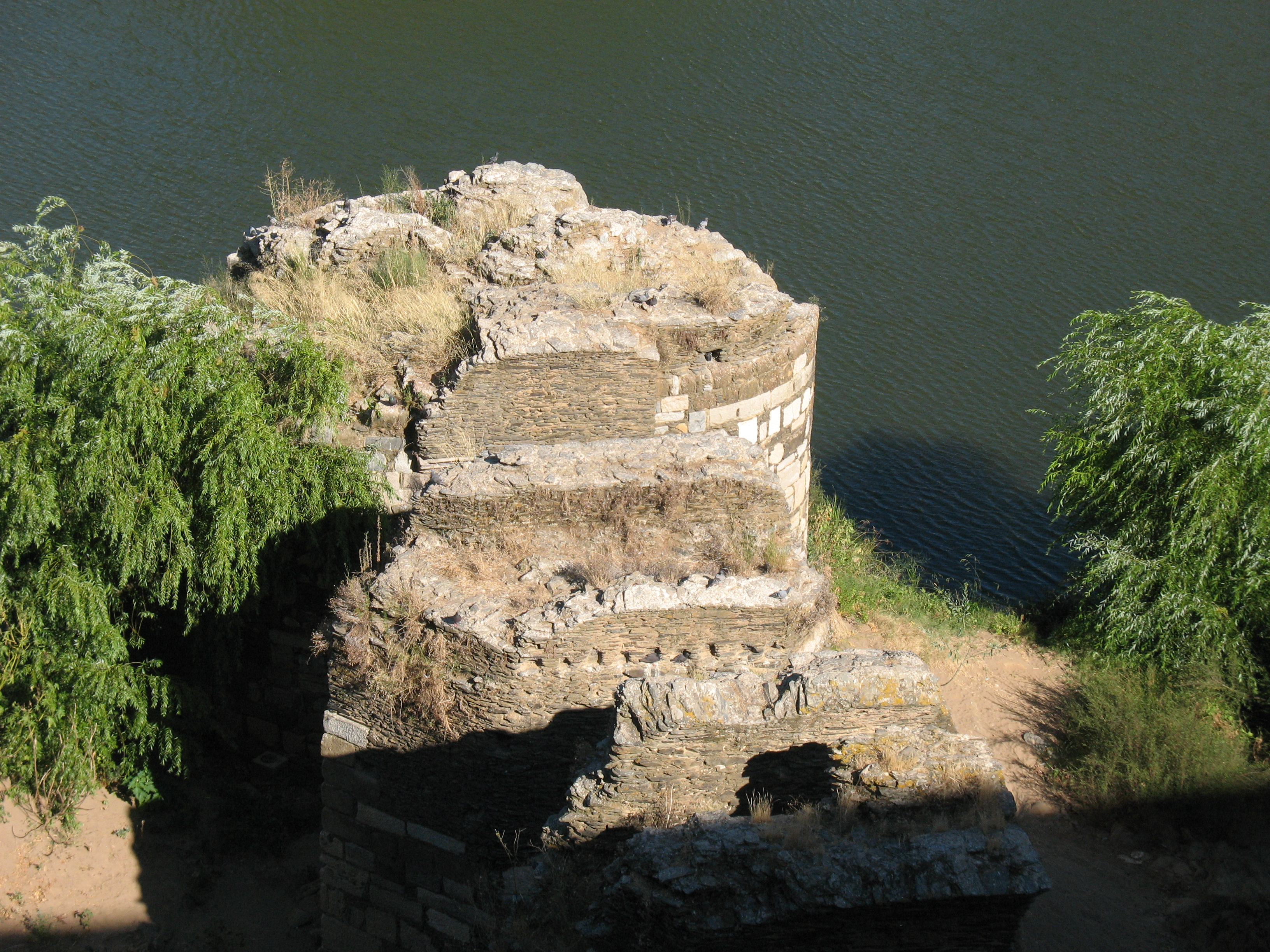
restos de los muros más grandes que rodeaban el asentamiento

El Castillo de Mértola está situado en una zona urbana en la cima de la colina, implantado en el paisaje rocoso dividido por el río Guadiana y la Ribera de Oeiras. En las cercanías se encuentra la antigua mezquita islámica, transformada en la Iglesia de Nuestra Señora de la Asunción.
La irregular fortaleza rectangular incluye cuatro torres: la torre del homenaje rectangular en ángulo orientado al norte, dos torres cuadradas al sur; dos torres rectangulares al sur; dos torres alineadas a la puerta principal en el este; y una torre rectangular, con afectación circular. La puerta de los traidores está situada en la muralla noroeste de la fortificación, siguiendo la torre del homenaje, protegida por una barbacana. La muralla forma parte de un circuito de almenas, vertical y reforzada por una torre suroeste con grandes contrafuertes que soportan varias almenas.
La torre del homenaje tiene 30 metros de altura, con base suave y dos pisos, marcada por una puerta que se abre a una escalera adosada a los muros del sureste, compuesta por varios frisos a lo largo del noroeste y marcada por machialotanes, coronada por parapetos y merlones prismáticos y decorada en pirámides. La sala de armas está situada en el primer piso, cubierta con bóvedas de crucería. Una escalera a lo largo del muro sur da acceso al segundo piso. Junto a la torre del homenaje se encuentra un mármol blanco esculpido, con el escudo en relieve de António Rodrigues Bravo, alto funcionario de correos de la ciudad.
La «Torre de la Carroza», en el suroeste, es un cubo de 4,7 metros de ancho, con acceso desde las almenas y cubierta por una terraza, rota por una puerta y una ventana. Su interior, es un espacio cubierto con cúpula hemisférica sobre pedestales. Las torres de las esquinas flanquean la puerta principal, con diferentes volúmenes (el izquierdo es prismático y el derecho, semicircular), que no se extienden más allá de la altura de las almenas.
En el patio hay una cisterna cubierta con techo abovedado sobre tres arcos.
Las murallas que rodean el asentamiento aún pueden ser identificadas, definidas como un espacio sub-rectangular a lo largo del eje norte-sur, con muros reforzados por torres rectangulares: un gran segmento a lo largo del norte, mientras que la mayoría de las murallas se extienden a lo largo del sur que fluye de la «Torre de Carocha», con una parte orientada a lo largo del Guadiana. A las antiguas puertas, sobrevividas por la «Puerta de la Misericordia», se accede al río.